# David T. Wong
David Taiwai Wong (* 6. November 1935 in Hongkong) ist ein chinesisch-US-amerikanischer Chemiker.

## Leben
Er war der Sohn eines Maschinisten. Nach seinem Studium der Chemie an der Nationaluniversität Taiwan wanderte er 1957 in die Vereinigten Staaten aus und studierte an der Seattle Pacific University mit dem Bachelor-Abschluss in Chemie 1960 und an der University of Oregon mit dem Master-Abschluss in Biochemie 1964 und der Promotion 1966. Ab 1968 arbeitete danach für das US-amerikanische Pharmazieunternehmen Eli Lilly and Company. Wong entwickelte gemeinsam mit Klaus Schmiegel, Ray W. Fuller und Bryan B. Molloy den Wirkstoff Fluoxetin, der als Prozac zugelassen wurde. Des Weiteren war er als Hochschullehrer für die School of Medicine der Indiana University tätig.

## Preise und Auszeichnungen (Auswahl)
- 1993: Pharmaceutical Manufacturers Association Discoverer's Award
- 2011: Prinz-Mahidol-Preis in Medizin